# بطولة العالم للسنوكر 2017
بطولة العالم للسنوكر 2017 هي النسخة السادسة والعشرين من بطولة العالم للسنوكر. انعقدت في الفترة من 9 إلى 14 ديسمبر 2017 في صالة محمد بن حمد الهتمي في النادي العربي بالدوحة. كانت العاصمة القطرية مقر استضافة البطولة للمرة الثامنة.
فاز بالبطولة الفلبيني كارلو بيادو الذي فاز على مواطنه رولاند غارسيا 13-5 في المباراة النهائية. المركز الثالث ذهب إلى التايواني وو كون لين والرابع إلى الألباني إكلينت كاشي. كان البطل المدافع عن اللقب هو ألبن أوتشان النمساوي الذي خسر في الدور الثاني من كون لين. خسر المصنف الأول على العالم تشانغ جونغ-لين في دور 64 من الكندي جون مورا.

## التصفيات
شارك في البطولة 128 لاعب. 24 لاعب مؤهلين على التصنيف العالمي. تم منح ما مجموعه 92 مكان بدءاً من الحصة من قبل الاتحادات القارية والإقليمية بالإضافة إلى الجمعية القطرية المضيفة والرعاة. في الفترة من 5 إلى 7 ديسمبر 2017 أقيمت دورة تأهيلية شارك فيها 96 مشاركًا في ثلاث مسابقات خروج المغلوب في المراكز الـ12 المتبقية.
في البطولة الرئيسية تم تقسيم المشاركين 128 أولاً إلى 16 مجموعة من 8 لاعبين حيث تنافسوا في نظام الإقصاء المزدوج من 9 إلى 11 ديسمبر. أربعة لاعبين من كل مجموعة تأهلوا للدور النهائي الذي انعقد في الفترة من 12 إلى 14 ديسمبر وتم لعبه بنظام خروج المغلوب.

## النهائي
لعبت المباراة النهائية بين لاعبين فلبينيين وهما لاعبين بديلين. بلغ كارلو بيادو 13 نقطة في المركز الأول ليفوز بالبطولة.
سرعان ما سيطر بيادو على أول مباراتين. ثم استفاد من أخطاء غارسيا ليجعل النتيجة 5-0 ثم 7-0. غارسيا حصل على أول نقطة في المباراة الثامنة وخسر 1-7. على أية حال أدى كمال غارسيا في المباراة التالية بقيادة بيادو إلى رفع النتيجة إلى 8-1.
يبدو أن غارسيا عاد مع فوزين متتاليين مع تأخر 3-8. ومع ذلك فإن استراحة جيدة من بيادو بضربات الجزاء الترجيحية جعلت النتيجة مستمرة بفارق سبع نقاط هي 10-3. ومع ذلك في هذا الوقت يبدو أن النتائج قد تم تحديدها. سرعان ما أنهى بيادو المباراة بمباراة مثالية لكسر الكرات والفوز بالمباراة وبطولة العالم التاسعة لأول مرة.
| اللاعب        |   | الرف | الرف | الرف | الرف | الرف | الرف | الرف | الرف | الرف | الرف | الرف | الرف | الرف | الرف | الرف | الرف | الرف | الرف | الرفوف الفائزة |
| اللاعب        | 1 | 2    | 3    | 4    | 5    | 6    | 7    | 8    | 9    | 10   | 11   | 12   | 13   | 14   | 15   | 16   | 17   | 18   |      | الرفوف الفائزة |
| ------------- | - | ---- | ---- | ---- | ---- | ---- | ---- | ---- | ---- | ---- | ---- | ---- | ---- | ---- | ---- | ---- | ---- | ---- | ---- | -------------- |
| كارلوس بيادو  |   | 1    | 1    | 1    | 1    | 1    | 1    | 1    |      | 1    |      |      | 1    | 1    | 1    |      |      | 1    | 1    | 13             |
| رولاند غارسيا | • |      |      |      |      |      |      |      | 1    |      | 1    | 1    |      |      |      | 1    | 1    |      |      | 5              |